# Антигуа и Барбуда на летних Олимпийских играх 1984
Антигуа и Барбуда принимали участие в Летних Олимпийских играх 1984 года в Лос-Анджелесе (США) во второй раз за свою историю, пропустив Летние Олимпийские игры 1980 года, но не завоевали ни одной медали. Сборную страны представляли четыре женщины и десять мужчин.

## Состав и результаты

### Лёгкая атлетика
Мужчины
Беговые дисциплины
| Спортсмен                                                | Дисциплина       | Предварительный раунд | Предварительный раунд | Четвертьфинал | Четвертьфинал | Полуфинал | Полуфинал | Финал     | Финал     |
| Спортсмен                                                | Дисциплина       | Результат             | Место                 | Результат     | Место         | Результат | Место     | Результат | Место     |
| -------------------------------------------------------- | ---------------- | --------------------- | --------------------- | ------------- | ------------- | --------- | --------- | --------- | --------- |
| Альфред Браун                                            | 400 м            | 47.29                 | 5                     | Не прошёл     | Не прошёл     | Не прошёл | Не прошёл | Не прошёл | Не прошёл |
| Энтони Генри                                             | 100 м            | 10.99                 | 7                     | Не прошёл     | Не прошёл     | Не прошёл | Не прошёл | Не прошёл | Не прошёл |
| Дейл Джонс                                               | 800 м            | 1:51.52               | 6                     | Не прошёл     | Не прошёл     | Не прошёл | Не прошёл | Не прошёл | Не прошёл |
| Дейл Джонс                                               | 1500 м           | 3:55.65               | 7                     | Не прошёл     | Не прошёл     | Не прошёл | Не прошёл | Не прошёл | Не прошёл |
| Ларри Миллер                                             | 200 м            | 21.93                 | 6                     | Не прошёл     | Не прошёл     | Не прошёл | Не прошёл | Не прошёл | Не прошёл |
| Энтони Генри Лестер Бенджамин Альфред Браун Ларри Миллер | Эстафета 4×100 м | 40.70                 | 5                     | Не прошёл     | Не прошёл     | Не прошёл | Не прошёл | Не прошёл | Не прошёл |
| Альфред Браун Ларри Миллер Говард Линдсей Дейл Джонс     | Эстафета 4×400 м | 3:10.95               | 5                     | Не прошёл     | Не прошёл     | Не прошёл | Не прошёл | Не прошёл | Не прошёл |

Полевые соревнования
| Спортсмен        | Дисциплина     | Предварительный раунд | Предварительный раунд | Финал      | Финал     |
| Спортсмен        | Дисциплина     | Расстояние            | Позиция               | Расстояние | Позиция   |
| ---------------- | -------------- | --------------------- | --------------------- | ---------- | --------- |
| Лестер Бенджамин | Прыжки в длину | 7.57                  | 15                    | Не прошёл  | Не прошёл |

Женщины
Беговые дисциплины
| Спортсмен                                                   | Дисциплина       | Предварительный раунд | Предварительный раунд | Четвертьфинал | Четвертьфинал | Полуфинал | Полуфинал | Финал     | Финал     |
| Спортсмен                                                   | Дисциплина       | Результат             | Место                 | Результат     | Место         | Результат | Место     | Результат | Место     |
| ----------------------------------------------------------- | ---------------- | --------------------- | --------------------- | ------------- | ------------- | --------- | --------- | --------- | --------- |
| Лаверна Брайан                                              | 800 м            | 2:11.44               | 6                     | Не прошла     | Не прошла     | Не прошла | Не прошла | Не прошла | Не прошла |
| Лаверна Брайан                                              | 1500 м           | 4:32.44               | 11                    | Не прошла     | Не прошла     | Не прошла | Не прошла | Не прошла | Не прошла |
| Руперта Чарльз                                              | 100 м            | 12.04                 | 7                     | Не прошла     | Не прошла     | Не прошла | Не прошла | Не прошла | Не прошла |
| Джослин Джозеф                                              | 400 м            | 53.63                 | 7                     | Не прошла     | Не прошла     | Не прошла | Не прошла | Не прошла | Не прошла |
| Джослин Джозеф Руперта Чарльз Моника Стивенс Лаверна Брайан | Эстафета 4×400 м | 3:39.32               | 4                     | Не прошла     | Не прошла     | Не прошла | Не прошла | Не прошла | Не прошла |

### Парусный спорт
Мужчины
| Спортсмен  | Класс               | Гонки | Гонки | Гонки | Гонки | Гонки | Гонки | Гонки | Чистые баллы | Финальное место |
| Спортсмен  | Класс               | 1     | 2     | 3     | 4     | 5     | 6     | 7     | Чистые баллы | Финальное место |
| ---------- | ------------------- | ----- | ----- | ----- | ----- | ----- | ----- | ----- | ------------ | --------------- |
| Иниго Росс | Класс «Виндгляйдер» | 28    | 29    | 26    | 34    | 27    | 29    | 30    | 205          | 30              |

### Велоспорт

#### Трековый велоспорт
1000 м гонка на время
| Спортсмен      | Соревнование              | Время          | Место          |
| -------------- | ------------------------- | -------------- | -------------- |
| Леон Ричардсон | гит с места на 1 километр | Не финишировал | Не финишировал |

Мужской спринт
| Спортсмен      | Соревнование | Круг 1                                             | Перезаезд 1                       | Круг 2                                           | Перезаезд 2                    | Финальный перезаезд            | Четвертьфинал                  | Полуфинал                      | Финал                          | Финал |
| Спортсмен      | Соревнование | Время Скорость (км/ч)                              | Место                             | Соперник Время Скорость (км/ч)                   | Соперник Время Скорость (км/ч) | Соперник Время Скорость (км/ч) | Соперник Время Скорость (км/ч) | Соперник Время Скорость (км/ч) | Соперник Время Скорость (км/ч) | Место |
| -------------- | ------------ | -------------------------------------------------- | --------------------------------- | ------------------------------------------------ | ------------------------------ | ------------------------------ | ------------------------------ | ------------------------------ | ------------------------------ | ----- |
| Брайан Лин     | спринт       | Габриэле Селла Италия Мюррей Стил Новая Зеландия L | Цутому Сакамото Япония L 11,35    | Пауло Джамур Бразилия Джеймс Джозеф Гайана L     | Не прошёл                      | Не прошёл                      | Не прошёл                      | Не прошёл                      | Не прошёл                      | 25    |
| Леон Ричардсон | спринт       | Марк Горски США L 10,87                            | Клаудио Ианноне Аргентина L 11,51 | Макс Рейнсфорд Австралия Хайнц Ислер Швейцария L | Не прошёл                      | Не прошёл                      | Не прошёл                      | Не прошёл                      | Не прошёл                      | 27    |

Омниум
| Спортсмен  | Соревнование   | Предварительный раунд | Предварительный раунд | Финал     | Финал     |
| Спортсмен  | Соревнование   | Результат             | Место                 | Результат | Место     |
| ---------- | -------------- | --------------------- | --------------------- | --------- | --------- |
| Элиша Хьюз | гонка по очкам | Не финишировал        | Не финишировал        | Не прошёл | Не прошёл |